# Давньоскандинавська мова
Давньоскандинавська мова (norrœnt mál, «північна мова») — у мовознавстві умовна назва групи діалектів (наріч) північногерманських мов, які побутували у VII—XV ст. у Скандинавії (Норвегії, Швеції, Данії) та місцях проживання скандинавів-вікінгів (Ісландія, Гренландія, Фарерські острови, Північні Шотландія, Ірландія, Східна Англія, Нормандія, Східна Балтика, Північна Україна, Новгородщина). Поділялася на західну і східну групи говорів. На базі першої сформувалася норвезька, фарерська, й ісландська мови, на базі другої — данська і шведська мови. Гіпотетичний попередник — протоскандинавська мова. Мала рунічну писемність (молодший футарк), яка в ХІІ ст. була замінена на латинський алфавіт. Використовувалася у королівствах Скандинавії, Англії, Ірландії. Найбільше давньоскандинавських архаїчних рис зберегла ісландська мова.

## Назва

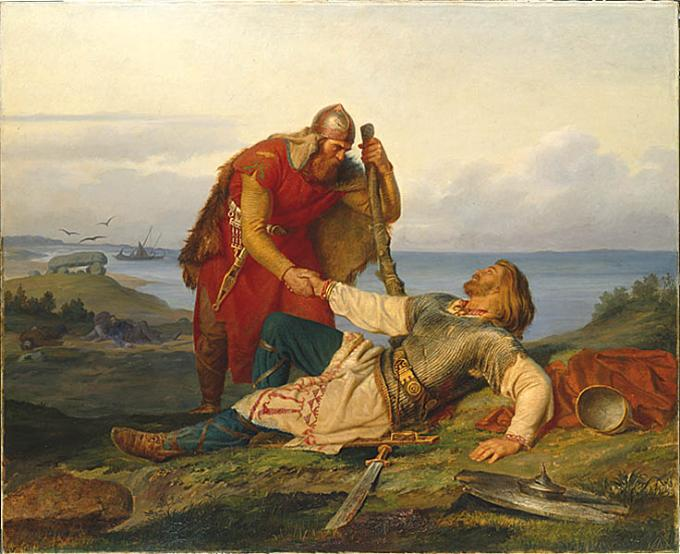
Розставання з Орваром Оддом після бою на Самсе.

- Північна мова (дав.скан. norrœnt mál) — самоназва у ряді документів.
- Данська мова (дав.скан. dǫnsk tunga) — назва спільної мови ісландців, норвежців, шведів і данців у збірці ісландських законів Grágás XII ст. У східному діалекті: dansk tunga.
- Старонордична мова (англ. Old Norse, Old Nordic, ісл. Fornnorræna, швед. Fornnordiska, нім. Altnordische Sprache) — основна назва у германо-скандинавських мовах. У вузькому значенні позначає в європейській історіографії західний діалект давньоскандинавської мови, що був поширений у Норвегії, Ісландії, Гренландії, північних землях Британії та Ірландії.
- Староскандинавська мова (англ. Old Scandinavian) — альтернативна назва; у вузькому значенні позначає західний діалект мови.
- Давньоісландська, або Староісландська мова (англ. Old Icelandic) — ісландська назва давньоскандинавської мови, або назва ісландського говору західного наріччя цієї мови.
- Давньоскандинавська мова (рос. Древнескандинавский язык) — українська назва, запозичена з російської.
- Мова вікінгів (англ. Viking language) — назва у науково-популярній і навчальній літературі[2].

## Класифікація
Класифікація давньоскандинавської мови.
- Для наочності вказані наріччя (діалекти) давньоскандинавської мови і мови, які виокремилися з цих наріч.
- Для порівняння наведено розвиток української мови.

- індоєвропейські мови
  - індо-іранські мови
  - греко-романські мови
  -  германо-балто-слов'янські мови
    - германські мови
      -  північно-германські (скандинавські) мови
        -  давньоскандинавська мова (вимерла, VII—XII / XV ст.)
          - західні наріччя (західноскандинавські мови, з ХІ ст.)[3]
            -  старонорвезька >> середньонорвезька >> дано-норвезька >> норвезька
            -  середньоісландська >> новоісландська >> ісландська
            -  старофареська >> новофарерська >> фарерська
            -   гренландська

          - східні наріччя (східноскандинавські мови, з ХІ ст.)[3]
            -  староданська >> новоданська >> данська
            -   старошведська >> новошведська >> шведська

    -  слов'янські мови
      -  східнослов'янські мови
        -   давньоруська >> староукраїнська >> українська

## Історія

### Періодизація
Історію давньоскандинавської мови поділяють для зручності на три періоди:
- 100—700: період первісної давньоскандинавської (англ. Primitive Norse), або протоскандинавської мови, коли зберігалися голосні й закінчення германських мов, і використовувалася стара рунічна писемність[3].
- 700—1100: період мови вікінгів (англ. Viking Norse), або власне давньоскандинавської мови, коли відбулися найбільші фонетичні зміни, зокрема втрата ненаголошених голосних, і використовувалася нова рунічна писемність[3].
- 1100—1500: період літературної давньоскандинавської мови (англ. Litterary Old Norse), коли була створена багата література, відбувся перехід на латинський алфавіт, і розпочалося формування окремих скандинавських мов[3].

### Загальна

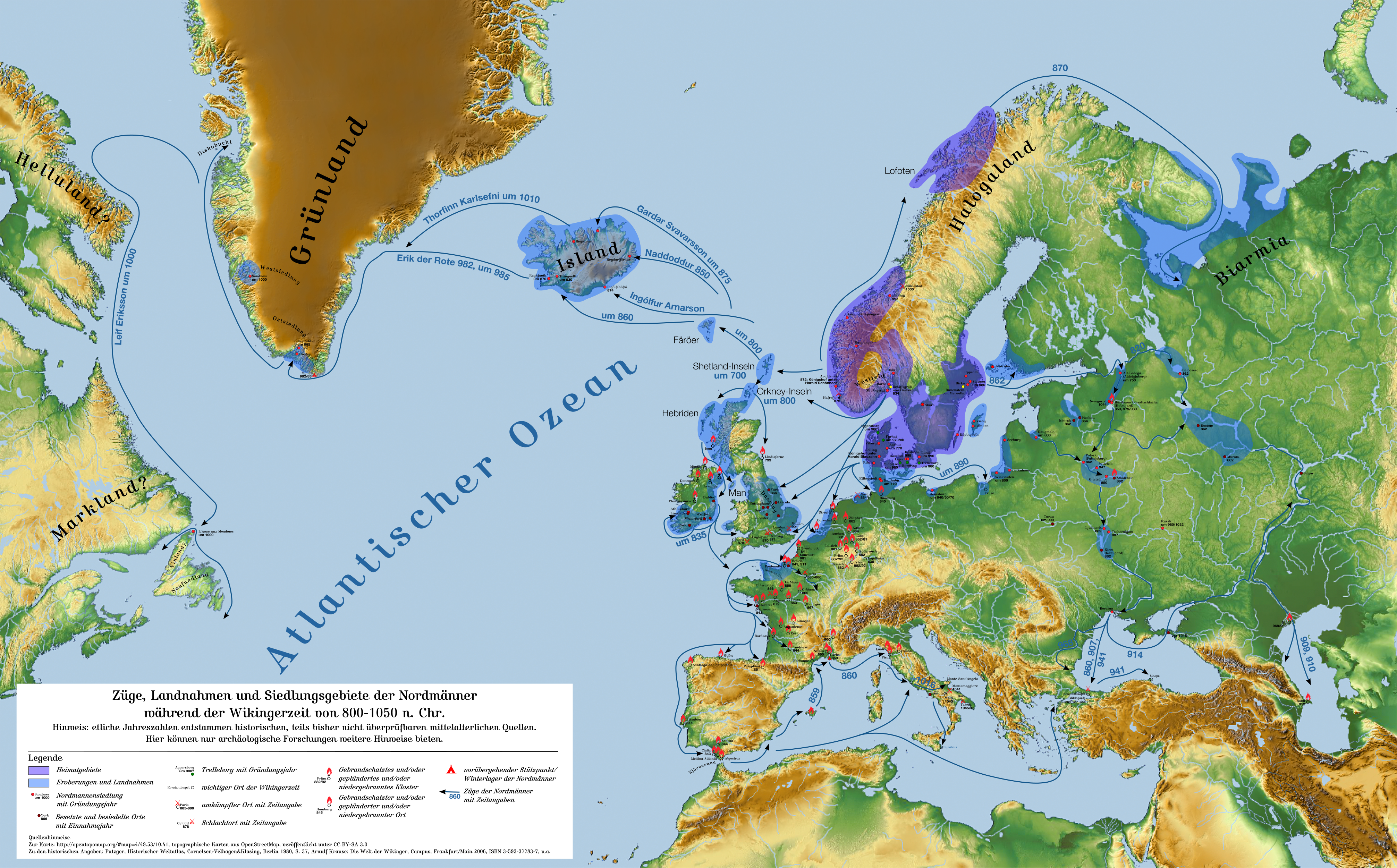
Скандинавські поселення, території й походи (800—1050 рр.)

Давньоскандинавська мова сформувалася близько VII ст. на основі прото-скандинавської мови.
Носіями давньоскандинавської були північні германці — давні скандинави (англ. Norsemen, «північні люди»). Ця мова була рідною мовою для населення Скандинавії — Норвегії, Данії, Швеції, Готланду та країн, заселених скандинавами: Ісландії, Фарерських островів, Гренладнії.
Завдяки діяльності скандинавських вікінгів (норманів, варягів) мова була поширена у інших землях, де існували постійні поселення скандинавів: Британія (Східна Англія, Північно-Західна Шотландія), Ірландія, острів Мен, Північно-Західна Канада (Ньюфаундленд і Лабрадор), північна Франція (Нормандія), південна Італія (Сицилія), Фінляндія, східна Балтика (Курляндія), Північна Польща (Пруссія), Північна Росія (Лагода, Волзький басейн), Білорусь (Полоцьк), Північна Україна (Київ, Чернігів, Любеч, Наддніпрянщина). Проте у XI—XII ст., внаслідок асиміляції скандинавів місцевим населенням, давньоскандинавська мова у цих регіонах вимерла.

У XV ст. давньоскандинавська розвинувалася у різні північно-германські мови — данську, шведську, норвезьку, фарерську й ісландську. Найбільше рис давньоскандинавської мови зберегла ісландська.

## Писемність

### Руни
До ХІІ ст. скандинави використовували рунічну писемність (футарк). На відміну від протоскандинавської, яка послуговувалася старою абеткою (старшим футарком) з 24 літер-рун, давньоскандинавська мова використовувала нову абетку (молодший футарк), яка мала лише 16 знаків. Через обмежену кількість літер, деякі руни позначали кілька звуків одночасно. Короткі і довгі голосні не розрізнялися на письмі. У високому середньовіччі скандинави використовували так звані середньовічні руни.
| Старший  | ᚠ f   | ᚢ u              | ᚦ þ    | ᚨ a       | ᚱ r | ᚲ k    | ᚷ g | ᚹ w |       | ᚺ h   | ᚾ n    | ᛁ i         | ᛃ j | ᛇ æ | ᛈ p |       | ᛉ z      | ᛊ s    | ᛏ t | ᛒ b | ᛖ e | ᛗ m | ᛚ l | ᛜ ŋ | ᛟ o | ᛞ d |
| Молодший | ᚠ f/v | ᚢ u/v/w, y, o, ø | ᚦ þ, ð | ᚬ ą, o, æ | ᚱ r | ᚴ k, g | —   | —   | ᚼ/ᚽ h | ᚾ/ᚿ n | ᛁ i, e | ᛅ/ᛆ a, æ, e | —   | —   | ᛦ ʀ | ᛋ/ᛌ s | ᛏ/ᛐ t, d | ᛒ b, p | —   | ᛘ m | ᛚ l | —   | —   | —   |     |     |

### Латинка
У ХІІ—ХІІІ ст. скандинави перейшли з рун на латинський алфавіт. Носії західних говорів — норвежці й ісландці — взяли за його основу староанглійську адаптацію. Окрім власне латинських літер, вона мала руну þ (аналог сучасного англійського th) і модифіковані літери ð, ǫ і ø.
У середньовіччі давньоскандинавський латинський алфавіт не був стандартизований, тому у різних землях використовувалися різні буквосполучення для позначення звуків мови. Існували й унікальні скандинавські букви. Скажімо, літеру Ꝩ, ꝩ (венд, подібну на українську у) використовували для позначення звуків /u/, /v/, і /w/. Довгі голосні стали відзначати на письмі акутами (знаком гострого наголосу), але найчастіше не виділяли.
Стандартна орфографія давньоскандинавської мови на основі латинського алфавіту була створена лише в ХІХ ст. і була, здебільшого, фонематичною. Її найвиразніша нефонематична ознака — розрізнення дзвінкого /ð/ і глухого зубного фрикативів /θ/. У рунічних і старих латинських текстах цього розрізнення немає: всюди використовується þ.
У стандартній орфографії довгі голосні завжди відзначаються акутами. Більшість літер відповідають знакам Міжнародного фонетичного алфавіту.
- Короткі голосні: <a e i o u y ø ǫ>; інколи: <ø> = <ǫ> = <ö>.
- Довгі голосні: <á é í ó ú ý æ œ>; інколи: <œ> = <ǿ>, <æ> = <ǽ>.
- Дифтонги: <au ei ey>
- Приголосні: <d ð b f g h j l m n p r s t v x z þ>
  - ð → /ð/, як в англ. mother
  - x → /ks/
  - z → /ts/, /ds/, /ðs/, /þs/
  - þ → /θ/, як в англ. thing

## Фонетика

### Голосні
| ІХ — ХІІ ст.   | ІХ — ХІІ ст.    | ІХ — ХІІ ст.    | ІХ — ХІІ ст.    | ІХ — ХІІ ст.    | ІХ — ХІІ ст.  | ІХ — ХІІ ст.  | ІХ — ХІІ ст.  | ІХ — ХІІ ст.  |
|                | Переднього ряду | Переднього ряду | Переднього ряду | Переднього ряду | Заднього ряду | Заднього ряду | Заднього ряду | Заднього ряду |
| Неогублені     | Неогублені      | Огублені        | Огублені        | Неогублені      | Неогублені    | Огублені      | Огублені      |               |
| -------------- | --------------- | --------------- | --------------- | --------------- | ------------- | ------------- | ------------- | ------------- |
| Закриті        | i • ĩ           | iː • ĩː         | y • ỹ           | yː • ỹː         |               |               | u • ũ         | uː • ũː       |
| Середні        | e • ẽ           | eː • ẽː         | ø • ø̃           | øː • ø̃ː         |               |               | o • õ         | oː • õː       |
| Відкриті       | ɛ • ɛ̃           | ɛː • ɛ̃ː         | œ • œ̃           |                 | a • ã         | aː • ãː       | ɔ • ɔ̃         | ɔː • ɔ̃ː       |
| XIII — XIV ст. |                 |                 |                 |                 |               |               |               |               |
| Закриті        | i               | iː              | y               | yː              |               |               | u             | uː            |
| Середні        | e               | eː              | ø               | øː              |               |               | o             | oː            |
| Відкриті       | ɛ               | ɛː              |                 |                 | a             | aː            |               |               |

Примітки:
1. після знака • стоїть носовий голосний.
2. відкриті й напіввідкриті голосні можуть транскрибуватися по-різному:
- /æ/ = /ɛ/
- /ɒ/ = /ɔ/
- /ɑ/ = /a/

### Приголосні
|                     | Губні | Зубні | Ясенні | Піднебінні | Велярні | Губновелярні | Гортанний |
| ------------------- | ----- | ----- | ------ | ---------- | ------- | ------------ | --------- |
| Проривні            | p b   | t d   |        |            | k ɡ     |              |           |
| Носові              | m     | n     |        |            | (ŋ)     |              |           |
| Фрикативні          | f (v) | θ (ð) | s      | ʀ          | (ɣ)     |              | h         |
| Дрижачі             |       |       | r      |            |         |              |           |
| Апроксиманти        |       |       |        | j          |         | w            |           |
| Бокові апроксиманти |       |       | l      |            |         |              |           |

1. ↑  Реконструюється як [z̠].

Примітки:
- слова рідко починалися на /p/.
- /d/ і /b/ ставали дзвінкими фрикативами між голосними.
- /ɡ/ вимовлялася як:
[ɡ] після /n/ або іншої /ɡ/.
[k] перед /s/ або /t/.
[ɣ] (як українське г) всередині слова або між голосними.
за деякими припущеннями /ɡ/ в усіх випадках вимовлялася як [ɣ]
- /h/ реалізується як [h] або [x] (українське х)
у диграфах ⟨hl⟩, ⟨hr⟩ і ⟨hn⟩, що зустрічаються на початку слів (/l̥/, /r̥/, /n̥/).
диграф ⟨hv⟩ реалізується як /xʷ/ (хв), /hʷ/ або /ʍ/.

## Діалекти
Давньоскандинавська мова поділялася на діалекти (наріччя), які мали локальні особливості, але були взаємнозрозумілими. Мовознавці Е. Гордон і А. Тейлор виділяють 2 наріччя і 4 говори, які датують добою вікінгів. Значні відмінності між наріччями фіксуються з ХІ ст.. Взаємини наріч і говорів ілюструє графік, поданий нижче.
- загальна скандинавська (англ. Common Norse)
  - західні скандинавські наріччя / діалекти (англ. West Norse)
    - старонорвезький говір / діалект (англ. Old Norwegian)
    -  староісландська мова, або староісландський говір / діалект (англ. Old Icelandic)

  -  східні скандинавські наріччя / діалекти (англ. East Norse)
    - старошведський говір / діалект (англ. Old Swedish)
    -  староданський говір / діалект (англ. Old Danish)

### Західний
Західний діалект, або західне наріччя давньоскандинавської мови (англ. Old West Norse, Old West Nordic) побутувало в Норвегії, а звідти поширилося до Ісландії, Гренландії, Північної Шотландії і прилеглих островів, Північно-Західної Англії та Ірландії. До наріччя входили такі говори:
- Ісландський, або староісландський (англ. Old Icelandic) — діалект, яким написано практично вся цінна давньоскандинавська література, так званого класичного періоду 1150—1350 рр[6]. Після 1250 р. мав свою латинську орфографічну традицію[6]. Оформившись у самостійну давньоісландську мову зберіг багато архаїчних давньоскандинавських рис; завдяки цьому ісландська граматика є основою для вивчення граматики давньоскандинавської мови[6].
- Норвезький, або старонорвезький (англ. Old Norwegian)
- Гренландський (англ. Greenlandic Norse)

Кожен говір поділявся ще на локальні варіанти.

### Східний
Східний діалект, або східне наріччя давньоскандинавської мови (англ. Old East Norse, Old East Nordic) побутувало в Данії й Швеції, звідки поширилося до Нормандії, Східної Англії, Фінляндії, Балтики, Пруссії, Північної Московії, Білорусії й Північної України. У Данії цей діалект називають рунічною данською (англ. Runic Danish); у Швеції — рунічною шведською (англ. Runic Swedish). До наріччя входили такі говори:
- Данський, або староданський (англ. Old Danish)
- Шведський, або старошведський (англ. Old Swedish)

Кожен говір поділявся ще на локальні варіанти.

## Писемні пам'ятки. Література
- Рунічні камені
- Саги — епічні віршовані твори.
  - Ісландські саги — пам'ятки ХІІІ — XIV ст. написані пізньою староісладнською, західним наріччям давньоскандинавської мови.

## Проблеми
- Питання про те, чи була давньоскандинавська мова однією мовою, групою мов, чи діалектним континіумом залишається предметом наукових суперечок. Відповідно, термін «давньоскандинавська мова» є умовним. Середньовічні скандинави не мали належної інформаційної інфраструктури, спрямованої на формування єдиної мови і літератури. Відсутність централізованих інститутів, примітивне транспортне сполучення між територіями і розбіжності в релігійних традиціях були перепоною для становлення мовної єдності.

### Загальні праці
- The Germanic Languages / ed. by J. van der Auwera; E. König. 1994.
- Harbert, Wayne. The Germanic Languages. Cambridge Language Surveys. Cambridge: Cambridge University Press, 2007.
- Haugan, Jens. Right Dislocated 'Subjects' in Old Norse // Working Papers in Scandinavian Syntax. 1998 (62): 37–60.
- Haugen, Einar. First Grammatical Treatise. The Earliest Germanic Phonology // Language. 1950, 26 (4): 4–64. JSTOR 522272. doi:10.2307/522272.
- The Menota handbook: Guidelines for the electronic encoding of Medieval Nordic primary sources (Version 2.0). / ed. by O. E. Haugen Bergen: Medieval Nordic Text Archive, 2008.  [Архівовано 24 травня 2020 у Wayback Machine.]
- Lass, Roger. Old English: A Historical Linguistic Companion. Cambridge: Cambridge University Press, 1993.
- The Nordic Languages, An International Handbook on the History of the North Germanic Languages; in 2 vol. Berlin: Walter de Gruyter, 2002—2005.
- O'Donoghue, Heather. Old Norse-Icelandic Literature: A Short Introduction. Blackwell Publishing Ltd, 2004.
- Torp, Arne; Vikør, Lars S. Hovuddrag i norsk språkhistorie. 4 ed. Gyldendal Norsk Forlag, 2014.

### Словники
- Cleasby, Richard; Vigfússon, Guðbrandur. An Icelandic-English Dictionary, Oxford: Clarendon Press, 1874. , Germanic Lexicon Project [Архівовано 20 липня 2021 у Wayback Machine.], old-norse.net [Архівовано 10 жовтня 2021 у Wayback Machine.]
- Zoëga, G. T. Íslenzk-Ensk orðabók, S. Kristjánsson, 1896.
- Íslenzk-Ensk orðabók, Reykjavík, Kostnaarmaur: Sigurdur Kristjánsson, 1922
- Zoëga, G. T. A Concise Dictionary of Old Icelandic, 1910. , Germanic Lexicon Project [Архівовано 11 лютого 2021 у Wayback Machine.], norroen.info [Архівовано 1 січня 2022 у Wayback Machine.]
- ONP: Dictionary of Old Norse Prose (in Danish and English), University of Copenhagen.  [Архівовано 18 грудня 2019 у Wayback Machine.]
- Vries, Jan de. Altnordisches Etymologisches Wörterbuch, 1961 (1977).
- Lexicon poeticum antiquæ linguæ septentrionalis. ed. Egilsson, Sveinbjorn. Hafniæ, typis J. D. Qvist & comp, 1854.
- Lexicon poeticum antiquæ linguæ septentrionalis. eds. Egilsson, Sveinbjorn; Jónsson, Finnur. 1913—1916  [Архівовано 19 квітня 2021 у Wayback Machine.] (2nd ed. — 1931) .

### Граматики
- Bayldon, George. An Elementary Grammar of the Old Norse or Icelandic Language. London: Williams and Norgate, 1870.
- Brøndum-Nielsen, Johannes. Gammeldansk Grammatik i sproghistorisk Fremstilling: in 8 vol. København: J. H. Schultz, 1928—1974 (східний діалект).
- Faarlund, Jan Terje. The Syntax of Old Norse. New York: Oxford University Press, 2004. (західний діалект)
- Haugen, Odd Einar. Grunnbok i norrønt språk (3rd ed.). Gyldendal Akademisk, 2006 (західний діалект).
- Haugen, Odd Einar. Norröne Grammatik im Überblick (2nd ed.). Universität Bergen, 2015 (західний діалект).
- Iversen, Ragnvald. Norrøn grammatikk (7th ed.). Oslo: Aschehoug, 1972 (західний діалект)  [Архівовано 24 жовтня 2021 у Wayback Machine.].
- Noreen, Adolf. Altnordische grammatik I. Altisländische und altnorwegische grammatik (laut- und flexionslehre) (4th ed.). Halle (Saale): Max Niemeyer, 1923 (західний діалект).  [Архівовано 24 жовтня 2021 у Wayback Machine.]
- Noreen, Adolf. Altnordische grammatik II. Altschwedische grammatik mit einschluss des altgutnischen. Halle: Max Niemeyer, 1904 (східний діалект).
- Vigfússon, Gudbrand; Powell, F. York. An Icelandic Prose Reader: with Notes, Grammar, and Glossary. Oxford Clarendon Press, 1879.

### Підручники
- Byock, Jesse. Viking Language: Learn Old Norse, Runes, and Icelandic Sagas. Jules William Press, 2013.
- Gordon, Eric V.; Taylor, A. R. An Introduction to Old Norse. Oxford: Clarendon Press, 1927 (перевидання 1957).
- Sweet, Henry. An Icelandic Primer, with Grammar, Notes, and Glossary (2nd ed.). Univerzita Karlova, 1895. archive.org, Germanic Lexicon Project [Архівовано 24 лютого 2021 у Wayback Machine.], e-ext Project Gutenberg [Архівовано 26 жовтня 2021 у Wayback Machine.]
- Þorgeirsson, Haukur; Guðlaugsson, Óskar. Old Norse for Beginners.  [Архівовано 27 жовтня 2021 у Wayback Machine.]